# Dasypoda rudis
Dasypoda rudis là một loài ong trong họ Melittidae. Loài này được Gistel miêu tả khoa học đầu tiên năm 1857.